# لقاح مستضد الورم
وفقًا للمعهد الوطني للسرطان، فإن لقاح مستضد الورم هو «لقاح مصنوع من خلايا السرطان أو أجزاء من الخلايا السرطانية أو مستضدات الورم الخالصة (المواد المعزولة من خلايا الورم)». لقاح مستضد الورم قد يحفز جهاز المناعة في الجسم على العثور على الخلايا السرطانية وقتلها. على هذا النحو، لقاحات مستضد الورم هي نوع من العلاج المناعي للسرطان.

## كيف تعمل لقاحات مستضد الورم
تعمل لقاحات مستضد الورم بنفس الطريقة التي تعمل بها اللقاحات الفيروسية، من خلال تدريب الجهاز المناعي على مهاجمة الخلايا التي تحتوي على المستضدات في اللقاح. الفرق هو أن مستضدات اللقاحات الفيروسية مشتقة من فيروسات أو خلايا مصابة بالفيروس، في حين أن مستضدات لقاحات مستضد الورم مشتقة من خلايا سرطانية. نظرًا لأن مستضدات الورم عبارة عن مستضدات موجودة في الخلايا السرطانية ولكنها ليست خلايا طبيعية، يجب أن تقوم اللقاحات التي تحتوي على مستضدات الورم بتدريب جهاز المناعة على استهداف الخلايا السرطانية وليس الخلايا السليمة. تشمل مستضدات الأورام السرطانية الببتيدات التي تكون من بروتينات لا توجد عادة في الخلايا الطبيعية ولكنها تُنَشَّط في الخلايا السرطانية أو الببتيدات التي تحتوي على طفرات خاصة بالسرطان. تأخذ الخلايا التي تقدم المستضد (APCs) - مثل الخلايا المتغصنة - المستضدات من اللقاح، وتقوم بمعالجتها وتحويلها إلى محددات مستضدية، ثم تقدم المحددات المستضدية إلى الخلايا التائية عن طريق بروتينات معقد التوافق النسيجي الكبير. إذا صنفت الخلايا التائية المحددة المستضدية على أنها غريبة، يُفعّلُ الجهاز المناعي التكيفي وتستهدف الخلايا التائية الخلايا التي تعبر عن المستضدات.

## أنواع اللقاحات
يمكن أن تكون لقاحات السرطان قائمة على الخلايا أو قائمة على البروتين أو الببتيد أو على أساس الجينات (الحمض النووي / الحمض النووي الريبي).
وتشمل اللقاحات القائمة على الخلايا خلايا الورم أو محلول خلية الورم. من المتوقع أن تحتوي الخلايا السرطانية الموجودة في جسم المريض على أكبر مجموعة من المستضدات ذات الصلة، ولكن هذا النهج مكلف وغالبًا ما يتطلب الكثير من خلايا الورم من المريض ليكون فعالًا. استخدام مزيج من خطوط الخلايا السرطانية المُتَحصّل عليها والتي تشبه ورم المريض يمكنه التغلب على هذه الحواجز، ولكن هذا النهج لم يكن فعالا حتى الآن. فشل لقاح كانفاكسين، الذي يتضمن ثلاثة خطوط لخلايا سرطان الجلد، في المرحلة الثالثة من التجارب السريرية. تشتمل إستراتيجية لقاح أخرى تعتمد على الخلايا، على الخلايا المتغصنة المستخرجة من جسم المريض مُضافةً إليها مستضدات الورم. عن طريق هذه الإستراتيجية، تحفز الخلايا المتغصنة التي تُقدم المستضد بشكل مباشر الخلايا التائية بدلاً من الاعتماد على معالجة المستضدات بواسطة الخلايا المُقدِّمة للمستضد الأصلية بعد تسليم اللقاح. لقاح الخلايا الجذعية الأكثر شهرة هو سيبيولويسيل-ت  (Sipuleucel-T)، الذي لم يحسن سوى البقاء على قيد الحياة لمدة أربعة أشهر. قد تكون فعالية لقاحات الخلايا المتغصنة محدودة بسبب صعوبة الحصول على خلايا للهجرة إلى الغدد الليمفاوية والتفاعل مع الخلايا التائية. 
تتكون اللقاحات المبنية على أساس الببتيد عادة من محددات مستضدية معينة للسرطان وغالبًا ما تتطلب مادة مساعدة (على سبيل المثال، العامل المنبه لمستعمرات المحببات والبلاعم) لتحفيز الجهاز المناعي وتعزيز مولد الضد.  تتضمن أمثلة هذه المحددات المستضدية الببتيدات (Her2)، مثل (GP2) و (NeuVax) ومع ذلك، يتطلب هذا النهج التصنيف المعتمد على معقد التوافق النسيجي الكبير للمريض بسبب تقييد معقد التوافق النسيجي الكبير. يمكن التغلب على الحاجة إلى التصنيف المعتمد على معقد التوافق النسيجي الكبير باستخدام ببتيدات أطول («ببتيدات طويلة اصطناعية») أو البروتين المُنقّى، والتي تُعالَج بعد ذلك في المحددات المستضدية التابعة للخلايا المقدِّمة للمستضد.
تتكون اللقاحات المستندة إلى الجينات من تشفير الحمض النووي (DNA / RNA) للجين. يتم التعبير عن هذا الجين في خلايا مقدِّمة للمستضد. وتتم معالجة البروتين الناتج إلى محددات مستضدية. يمثل تسليم الجين تحديًا خاصًا لهذا النوع من اللقاحات. 

## التطبيقات الوقائية مقابل التطبيقات العلاجية
تعمل لقاحات الفيروس عادة عن طريق منع انتشار الفيروس. وبالمثل، يمكن تصميم لقاحات السرطان لاستهداف المستضدات الشائعة قبل أن يتطور السرطان إذا كان لدى الفرد عوامل خطر مناسِبة. تشمل التطبيقات الوقائية الإضافية منع السرطان من التطور أكثر أو الخضوع لورم خبيث ومنع انتكاس الحالة بعد فترة من التحسن. تركز اللقاحات العلاجية على قتل الأورام الموجودة. على الرغم من أن لقاحات السرطان أثبتت أنها آمنة بشكل عام، لكن فعاليتها ما زالت بحاجة إلى التحسين. تتمثل إحدى طرق تحسين علاج اللقاح في الجمع بين اللقاح وأنواع أخرى من العلاج المناعي التي تهدف إلى تنشيط الجهاز المناعي. نظرًا لأن الأورام غالبًا ما تُطوِّر آليات لقمع الجهاز المناعي، فقد حظي الحصار المفروض على نقاط التفتيش المناعية مؤخراً باهتمام كبير كعلاج محتمل يمكن دمجه مع اللقاحات. بالنسبة للقاحات العلاجية، يمكن أن تكون العلاجات المشتركة أكثر عدوانية، ولكن هناك حاجة إلى مزيد من العناية لضمان سلامة المرضى الأصحاء نسبيًا للمجموعات التي تشتمل على لقاحات وقائية. 

## التجارب السريرية
يسرد موقع (clinicaltrials.gov) على الإنترنت أكثر من 1900 تجربة مرتبطة بمصطلح «لقاح السرطان». من هذه، 186 هي تجارب أُجريت على المرحلة الثالثة.
وقد أوضحت مراجعة تجريبية حديثة العهد (2015) للقاحات المستندة إلى الببتيد نتائج أكثر من 60 تجربة نُشِرت في الأشهر الـ 13 السابقة للمقالة. استهدفت هذه التجارب الأورام الخبيثة الدموية (سرطانات الدم)، سرطان الجلد، سرطان الثدي، سرطان الرأس والرقبة، سرطان المريء، سرطان الرئة، سرطان البنكرياس، سرطان البروستاتا، سرطان المبيض وسرطان القولون والمستقيم. وشملت المستضدات الببتيدات من HER2، والتيلوميراز (TERT)، وبروتين السرفايفين (BIRC5)، ورم ويلمز الأول (WT1). استخدمت عدة تجارب أيضًا خلطات «شخصية» من 12-15 ببتيد متميز. أي أنها تحتوي على مزيج من الببتيدات من ورم المريض الذي يظهر عليه المريض استجابة مناعية. تشير نتائج هذه الدراسات إلى أن لقاحات الببتيد هذه لها آثار جانبية قليلة وتشير إلى أنها تحفز استجابات مناعية موجهة للمرضى الذين عولجوا باللقاحات. تتناول المقالة أيضًا 19 تجربة سريرية بدأت في نفس الفترة الزمنية. هذه التجارب تستهدف الأورام الصلبة، والورم الدبقي، والورم الأرومي الدبقي، وسرطان الجلد، وسرطان عنق الرحم وسرطان المبيض والقولون والمستقيم وغير صغيرة وتشمل مستضدات من الميوسين 1 و IDO1 (إندول امين 2,3- ديوكسجينيز)، CTAG1B، واثنين من مستقبلات عامل النمو البطاني الوعائي، و FLT1 و KDR. والجدير بالذكر أن لقاح IDO1 يجري اختباره في المرضى الذين يعانون من سرطان الجلد بالاشتراك مع مثبط نقطة تفتيش المناعة ايبيليموماب ومثبط جين BRAF  أو الفيمورافينيب.